# Экология Саратовской области
Экология Саратовской области — состояние и характеристики экосистемы данного субъекта Российской Федерации. Основные экологические проблемы области актуальны и для других регионов страны, к ним относятся загрязнение Волги и других территориальных вод, деградация почвы, загрязнение воздуха промышленными и автомобильными выбросами, вопросы утилизации отходов.
По состоянию на весну 2022 года Саратовская область занимает 59-е место из 85 в экологическом рейтинге субъектов России, составляемом общественной организацией «Зелёный патруль».

## Качество воздуха

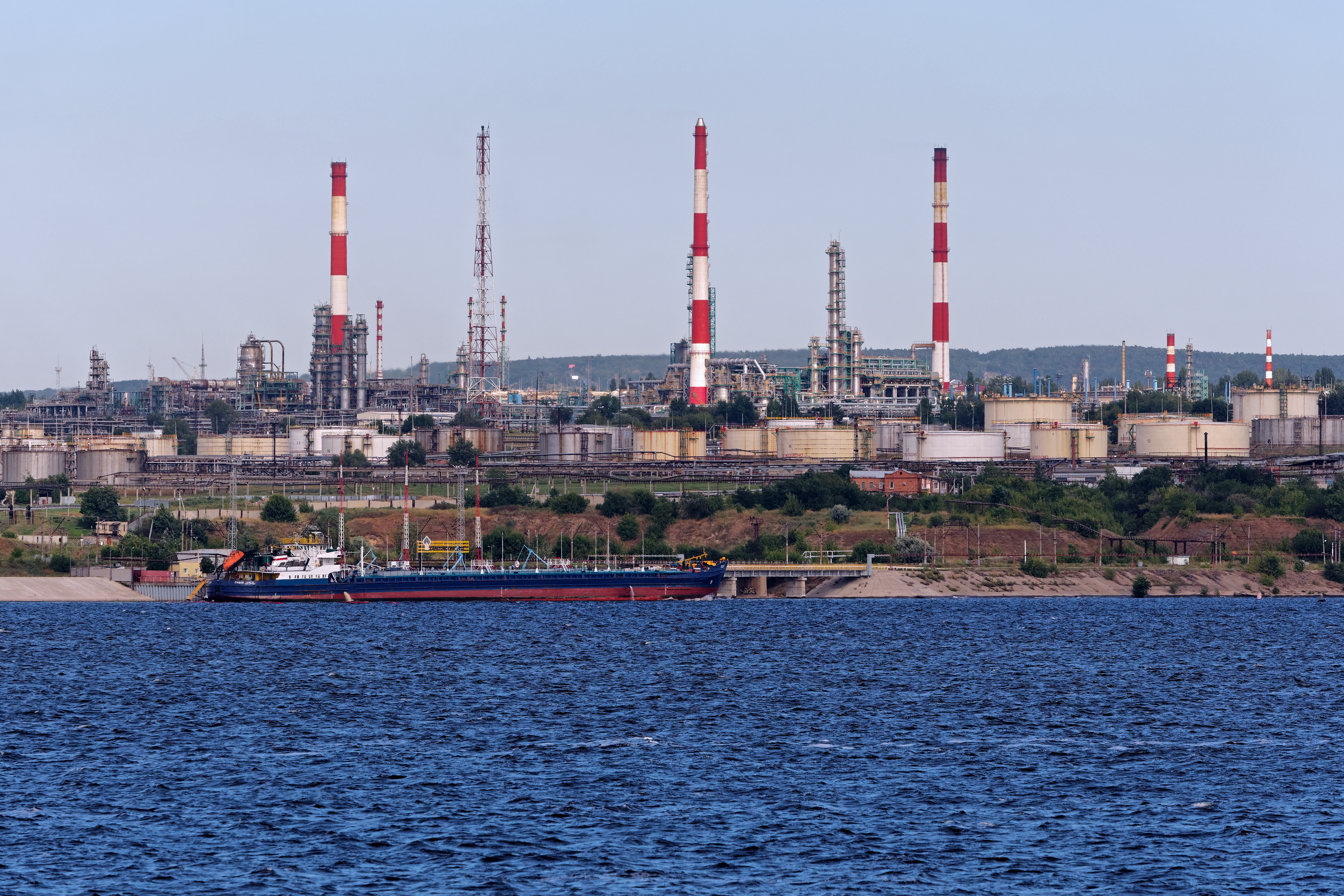
Саратовский нефтеперерабатывающий завод

В число главных источников загрязнения атмосферного воздуха Саратовской области входят выбросы от автотранспорта, промышленных предприятий, добывающей промышленности, трубопроводного транспорта нефти и газа, подземных хранилищ газа. Серьёзный вклад в степень загрязнения атмосферы городов вносят формальдегид, аммиак, диоксид азота, гидрофторид и оксид углерода. В 2017 году исследователи отметили последовательное снижение выбросов загрязняющих веществ в атмосферу в Саратове, Энгельсе, Балакове и Вольске, которое связали с финансируемыми мероприятиями по сокращению выбросов. Лидером среди промышленных городов региона по выбросам загрязняющих веществ от стационарных источников является Саратов, за ним следуют Энгельс и Балаково. Небольшая доля приходится на Вольск и Балашов.
В 2018 году Роспотребнадзор поставил Саратовскую область на третье место в списке регионов с самым загрязнённым воздухом. Из официальных ведомственных отчётов неизвестно, какие именно заводы осуществляют наибольший вклад в загрязнение атмосферы, между тем выделяются такие крупные предприятия химической промышленности, как ООО «Саратоворгсинтез», ПАО «Саратовский нефтеперерабатывающий завод», ООО «Композит Волокно», ООО «Акрипол», ОАО «Балаковорезинотехника» и ООО «Балаковский завод минеральных удобрений».
В 2021 году область выбросила в атмосферу 262 835 тонн вредных веществ, что составило 1,2 % от объёма, выданного всей страной. Также это меньше показателя предыдущего года на 4 %, когда объём выбросов значился в 273 911 тонн. При этом в структуре загрязнения предприятия и транспорт представляют соответственно 45 % (117 350 тонн) и 55 % (145 485 тонн).

## Водные ресурсы

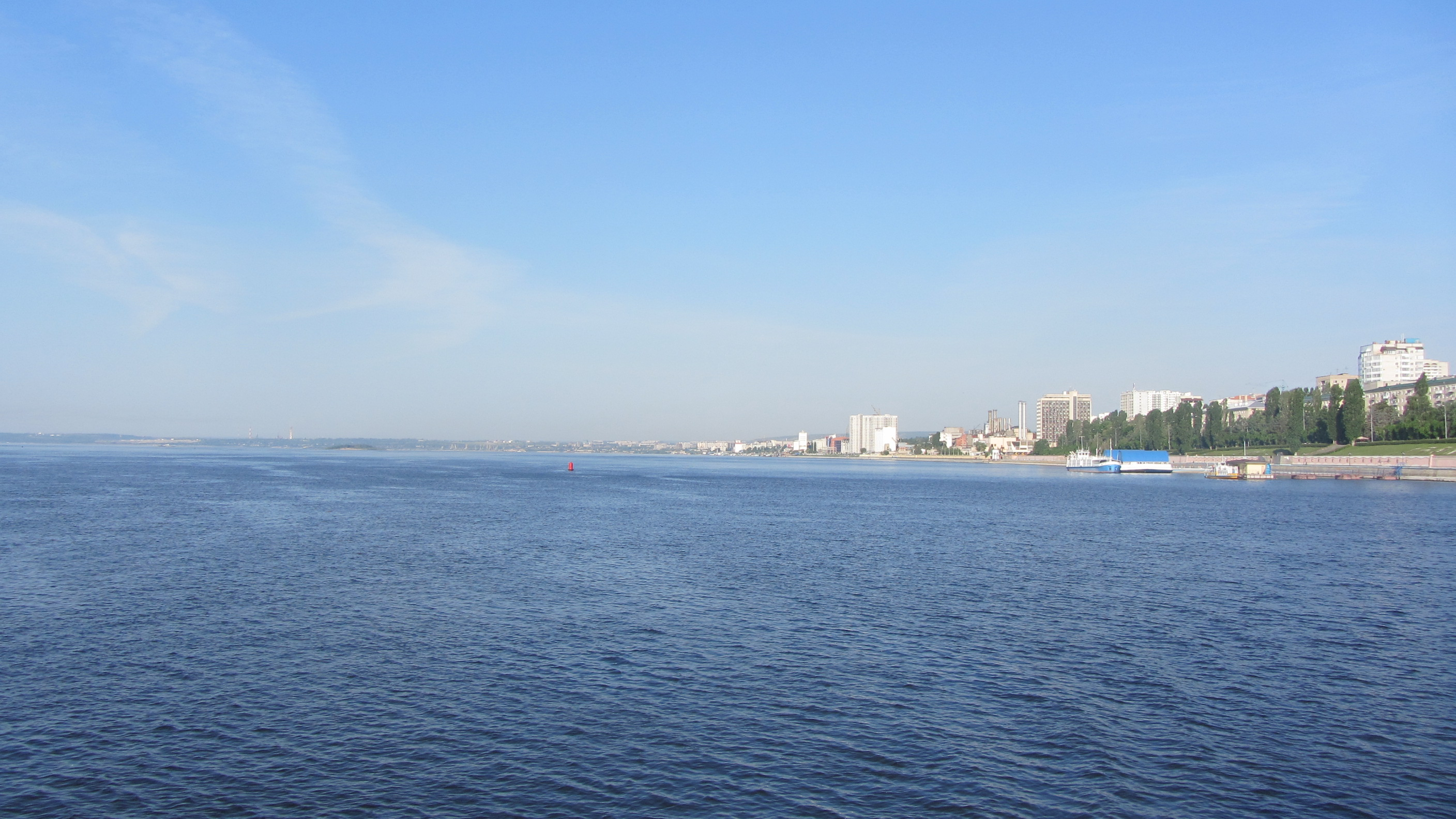
Волга рядом с Саратовом

На территории Саратовской области широко распространено загрязнение водоёмов. Водный фонд региона составляет около 3,5 тыс. поверхностных водоёмов: рек, озёр, прудов, водохранилищ и т. д. В пределах области насчитывается 358 рек длиной более 10 километров, включая 58 рек длиной более 50 километров каждая. В 2017 году объём сброшенных сточных вод составил 204,4 млн м³, бо́льшая часть которых (196,24 млн м³) попала в Волгу, являющуюся важнейшей водной артерией области и признанную самой грязной рекой России. К таким масштабам загрязнения гидросистем области приводят ограниченное строительство очистных сооружений и неудовлетворительное состояние действующих очистных сооружений, которые требуют капитального ремонта и внедрения современных технологий очистки сточных вод.
В 2018 году экологи из общественных организаций отметили, что каждая из 358 рек Саратовской области загрязнена, что систематически подтверждается докладами регионального министерства природных ресурсов и экологии. В пробах воды присутствуют сульфаты, хлориды, медь, цинк, нитраты, марганец, фенолы, редко их концентрации превышают предельно допустимые. Между тем следует учитывать, что, по словам экспертов, система наблюдения за промышленным загрязнением в области не даёт объективной картины состояния окружающей среды, так как постов наблюдения за выбросами и стоками не хватает, а методика их расчёта сильно устарела.
В 2021 году всего в поверхностные воды региона было сброшено 183,36 млн м³ сточных вод, из которых 89,59 млн м³ (49 %) являются загрязнёнными, то есть недостаточно очищенными или без очистки. Главным образом, сбросы проводятся из-за работы предприятий, которые занимаются забором, очисткой и распределением воды, в первую очередь ООО «Концессии водоснабжения — Саратов». В том же году местное издание «МК в Саратове» отметило, что с 2016 по 2020 годы объём загрязнённых сточных вод, сбрасываемых в Волгу в Саратове, вырос почти в сто раз: с 0,89 млн м³ до 78,84 млн м³.

## Состояние почвы
В Саратовской области присутствуют восемь типов почв: лесные, чернозёмные (на их долю приходится 50,4 %), лугово-чернозёмные, каштановые, лугово-каштановые (30 %), солонцы (11,5 %), солончаки и аллювиальные речных долин. Территория региона отличается высоким уровнем распаханных земель — более 64 % площади сельскохозяйственных угодий. Ухудшение их плодородия представляется значимой проблемой области, особенно остро стоит ситуация с загрязнением почв вокруг промышленных городов. К причинам данного процесса относятся выбросы химических соединений от транспорта и промышленных предприятий, несанкционированные свалки промышленных и бытовых отходов, нерациональное применение минеральных удобрений, незаконное захоронение промышленных отходов, водная и ветровая эрозия.
С 2010-х годов в почвах области наблюдается снижение содержания гумуса, что влечёт за собой ухудшение водно-воздушного, пищевого и теплового режимов и способствует закислению и засолению почв. Другими проблемами региона являются аридизация и опустынивание в центральных и юго-восточных районах Левобережья и на сильно смытых почвах Правобережья. Так, по данным 2016 года, полупустыня занимает около 5 % области (Александрово-Гайский район и четверть Новоузенского района).

## Сбор и утилизация отходов
С декабря 2017 года региональным оператором по обращению с твёрдыми коммунальными отходами (ТКО) является саратовский филиал АО «Ситиматик». На территории Саратовской области присутствуют два мусорообрабатывающих комплекса, два межмуниципальных полигона ТКО, цех биокомпостирования и 19 мусороперегрузочных станций. По данным регоператора, 80,8 % отходов проходят обработку. При этом, по словам представителя областного министерства природных ресурсов и экологии Дениса Ефимова, перерабатываются только около 3 % отходов. В конце 2019 года регоператор провёл эксперимент по внедрению раздельного сбора отходов в Волжском районе Саратова, установив в нём специальные контейнеры для нескольких видов мусора. В октябре 2021 года Саратовская область вошла в число 11 субъектов России, отстающих в реализации раздельного сбора, главными причинами стали недостаток финансирования и нехватка контейнеров. К августу 2022 года контейнеры для раздельного сбора появились повсеместно в Саратове (кроме Заводского района) и Энгельсе. Известно о планах в ближайшие годы ввести раздельный сбор и в других населённых пунктах, среди них Балаково, Балашов, Вольск, Маркс, Пугачёв, Хвалынск и ЗАТО Светлый.
По итогам 2021 года Саратовская область заняла десятое место по абсолютной массе ТКО с объёмом 931 тыс. тонн, произведя 2 % коммунального мусора всей страны. В апреле 2022 года министр природных ресурсов и экологии области Константин Доронин заявил, что ежегодно в регионе выявляют до 200 несанкционированных свалок.